# Zollpapier
Als Zollpapiere sind alle Arten von Dokumenten und Formularen zu verstehen, die man bei der Einreise und bei der Einfuhr, Durchfuhr und Ausfuhr in und aus einem oder mehreren Ländern bei der Gestellung benötigt oder die man zur Nutzung von steuerlichen Vergünstigungen (wie z. B. zur Nutzung von Windhundkontingenten) zusätzlich zur Zollabfertigung vorlegt.
Dies können beispielhaft sein:
Form A, Warenverkehrsbescheinigung A.TR, Ausfuhranmeldung, Carnet (Carnet TIR, Carnet ATA usw.), Zollanmeldung, Versandanmeldung, EUR 1, Handelsrechnung, Lieferantenerklärung, Präferenzpapiere, Überwachungsdokument, Frachtbrief, Ursprungszeugnis, Direktbeförderungsnachweise und Einfuhrgenehmigungen.